# إلتون
إلتون (بالألمانية: Elton)‏ هو مقدم تلفزيوني ألماني، ولد في 2 أبريل 1971 في برلين في ألمانيا.

## وصلات خارجية
- إلتون على موقع IMDb (الإنجليزية)
- إلتون على موقع ألو سيني (الفرنسية)
- إلتون على موقع ميوزك برينز (الإنجليزية)
- إلتون على موقع أول موفي (الإنجليزية)
- إلتون على موقع ديسكوغز (الإنجليزية)
- إلتون على موقع قاعدة بيانات الفيلم (الإنجليزية)
- إلتون على موقع كينوبويسك (الروسية)